# HD 219623
HD 219623 är en gulvit stjärna i huvudserien i Cassiopejas stjärnbild.
Den har visuell magnitud +5,59 och är synlig för blotta ögat vid god seeing. 